# Fritillaria davidii
Fritillaria davidii là một loài thực vật có hoa trong họ Liliaceae. Loài này được Franch. miêu tả khoa học đầu tiên năm 1888.